# Jesus Movement
Jesus Movement, 'Movimento de Jesus' ou ainda Jesus People, foi um movimento cristão estabelecido com o foco de trazer um avivamento para o país e conquistar novas vidas no cenário de mudanças que estava acontecendo nos EUA com o movimento hippie.
O Jesus Movement dá início ao Rock Cristão e à Música Cristã Contemporânea (CCM), que contava com bandas como Petra, Barry McGuire, Love Song, Second Chapter of Acts, All Saved Freak Band, Servant, Stryper, Resurrection Band, Phil Keaggy, Dion DiMucci, Paul Stookey of Peter, Paul, and Mary; Randy Stonehill, Randy Matthews, Andraé Crouch (and the Disciples), Keith Green, The Joyful Noise and Larry Norman.

## História
O Movimento de Jesus foi fruto de uma estratégia de Evangelismo realizada nas ruas no final dos anos 1960 nos EUA, com vistas a atingir a Juventude (Geração Baby Boom, Geração X e Geração Y). A partir de algumas experiências, comunidades e movimentos de jovens cristãos começaram a surgir em diferentes cidades, bem como iniciativas até então inovadoras como um nightclub e um café aberto 24 horas para a juventude, de nome "His Place" [O Lugar D’Ele], no Sunset Strip. Um dos resultados desta iniciativa foi o alcance do Movimento Hippie. Muitos se converteram e foram batizados mas não queriam deixar de lado algumas das bases de seu Estilo de Vida, que consideravam compatíveis com a fé cristã: a busca de paz, amor, realidade e vida, a rejeição ao consumismo capitalista, da hipocrisia religiosa e da cultura norte-americana. A dimensão contracultural passou a ser um componente do movimento religioso que se delineava.
A ampla adesão de jovens, grande parte oriundos desse movimento, ao Cristianismo Protestante nos EUA no final dos anos 1960 provocou algumas conseqüências para aquele campo religioso (segundo CUNHA):
- Igrejas tradicionais adotaram estilos mais informais nos cultos para incluir os novos convertidos e passaram a admitir até mesmo no seu staff pessoas provenientes do Movimento Hippie- uma das referências de igreja que se adaptou ao estilo hippie é a Calvary Chapel (Capela do Calvário), em Santa Ana (Califórnia), de origem luterana, liderada na época pelo pastor Chuck Smith. Esta igreja tornou-se referência do Movimento de Jesus. [2]
- Novas igrejas e denominações cristãs surgiram, adequadas ao estilo hippie mais descontraído na aparência e na forma de cultuar;
- O uso de diferentes formas de comunicação pelos hippies cristãos, como os jornais alternativos (meio comum daquele movimento) e as artes (teatro, pintura, desenho, caricatura), com fins conversionistas;
- O surgimento da Jesus Music (Música de Jesus), uma combinação de Rock e Música Cristã que se tornou a base do movimento de Avivamento da juventude, cuja teologia assumia bases pietistas com ênfase conversionista. Respondendo às reações negativas dos grupos tradicionalistas, cantores e compositores da Jesus Music diziam estar usando a música para combater os efeitos negativos do Rock secular. E repetiam uma frase do reformador Martinho Lutero para fundamentar sua causa: "Por que o demônio deve ficar com os melhores tons?"[3]. Um dos efeitos desse processo foi a realização em larga escala de festivais de "Jesus Rock", com apoio de gravadoras que viram no movimento um filão para a indústria fonográfica, e o surgimento de cafés para jovens do movimento.[4]

- Outro desdobramento foi o aparecimento de teologias apocalípticas que apontavam o movimento de reavivamento da juventude como um prelúdio para o Juízo Final, e a necessidade de uma preparação para o Arrebatamento dos santos, que seriam liberados do Dia do Julgamento.

O livro The Late Great Planet Earth (O Último Grande Planeta Terra), de Hal Lindsey, que tratava do tema, tornou-se Best-seller e alimentou a formação de grupos como Children of God (Meninos de Deus) ou The Alamo Foundation (Fundação Álamo). Estes levaram o movimento ao extremo ao criarem comunidades alternativas, inicialmente qualificadas como comunidades de compromisso, mas depois denunciadas como heréticas, por terem desenvolvido "desvios doutrinários" por meio de suas práticas.
Vários líderes formados pelos grupos estadunidenses ligados ao Movimento de Jesus transformaram-se em missionários e espalharam-se por diferentes países para proclamar a fé cristã e o novo jeito de se estabelecer em unidades. Muitos vieram para o Brasil e implementaram essa nova forma de evangelizar nas ruas, praças e praias, por meio da informalidade e facilidade de adaptação inspiradas no Movimento Hippie. Faziam uso de apresentações teatrais, musicais, abordagens pessoais, versões das músicas originais no inglês eram preparadas em português e a guitarra e a bateria – instrumentos base para os gêneros musicais que esses grupos privilegiavam (o rock e a balada romântica) – passaram a ser utilizadas. Esse modo jovem de cultuar, cantar e pregar passou a influenciar fortemente a juventude protestante brasileira e ampliou a presença dos movimentos paraeclesiásticos já existentes no País, reforçando-os e abrindo espaço para outros.

## Música Cristã Contemporânea
O efeito do Jesus Movement para o ocidente é a principalmente a ruptura com a Música Cristã Tradicional, na sua face Música Sacra ou Música Erudita, trazendo ritmos e elementos da Música Popular e da Música Pop para os domínios do Cristianismo. Com isso, a Música Religiosa ocidental foi transformada, além do referêncial de Culto Cristão e Adoração.

### Martinho Lutero: "Por que o demônio deve ficar com os melhores tons?"
Já no século XVI Martinho Lutero contestava porque a Música Cristã, na sua dimensão de Música Sacra ou Música Erudita, tinha que sempre deixar de tocar alguns tons porque eles eram tidos pela Musicologia incompatíveis com o Culto Cristão.

### Larry Norman: Por que o diabo deve ficar com toda a boa música?
Nos anos 1970, o cantor cristão Larry Norman escreveu a canção Porque deveria o diabo ficar com toda a boa música?, uma forte crítica ao Puritanismo cristão vigente. Larry Norman fazia parte do Jesus Movement e entendia que se Jesus venceu na cruz, retomando tudo o que o Diabo roubou de Adão e Eva, então toda música seria de e deveria prestar culto a ele. É neste sentido que a Música Cristã (CCM) surge a absorve a cultura do Rock nos EUA, em plena efervescência do Movimento Hippie e dos movimentos de Contracultura no ocidente.

## Influência no Brasil
A influência do Jesus Movement está no fato de alguns adeptos do movimento nos EUA e na Alemanha virem para o Brasil como missionários e ajudaram na instituição de uma nova concepção de Música Cristã. O movimento não teve força no Brasil, a não ser no aspecto musical (Vencedores por Cristo), mas teve efeitos ainda que tardios. Vale lembrar que o referencial de Música Cristã Contemporânea (CCM) chegou ao país tardiamente, sendo que esta denominação nem é utilizada no dia-a-dia pelas pessoas. Fora que é um referencial mais próximo da Igreja Evangélica, não correspondendo muito à realidade da Igreja Católica no Brasil. Alguns rumores e bandas de Rock Cristão, desde os anos 1970, já esboçavam mudanças musicais e comportamentais dentro do Protestantismo brasileiro, mas só tornaram mais força depois do fim do Regime Militar, em 1988, e com a instituição de um mercado de consumo de música gospel no país (lembrando que o termo "gospel" no Brasil define o que "Música Cristã Contemporânea" denomina nos EUA).